# Elena Ruehr
Elena Ruehr, née en 1963 à Ann Arbor, est une musicienne, professeur de musique et compositrice américaine.

## Biographie
Les parents d'Elena Ruehr sont mathématicien et professeur d'anglais. Elle grandit à Houghton, Michigan et commence la pratique du piano dès l'âge de quatre ans. Elle étudie la composition à l'Université du Michigan avec William Bolcom et à la Juilliard School avec Vincent Persichetti et Bernard Rands. Elle étudie également la danse et joue avec des ensembles javanais et d'Afrique de l'Ouest. En 1991, Elena Ruehr obtient un poste d'enseignante au MIT. Ses compositions sont jouées à l'échelle internationale et certaines ont été enregistrées. Beaucoup de ses œuvres mettent en musique de la poésie.
Elena Ruehr est mariée à Seward Rutkove. Ils ont une fille, Sophie.

## Œuvres (sélection)
Ruehr a composé des œuvres pour orchestre, orchestre de chambre, voix et ensemble instrumental :
- Ladder to the Moon (2003) pour orchestre
- Toussaint Before the Spirits (2003), opéra
- Cloud Atlas (2011), concerto pour violoncelle[5]
- Song of the Silkie (2000) pour baryton, quatuor à cordes, sur des textes de Laura Harrington
- Sky Above Clouds (1993) pour orchestre
- Bel Canto pour quatuor à cordes[6]
- Averno pour chœur[7]
- It's About Time (2015) pour orchestre de chambre. Commande des San Francisco Contemporary Music Players
- Six Quatuors à cordes (1991, 2000, 2001, 2005, 2010, 2012)

## Enregistrements
- Shimmer on Metamorphosen - Metamorphosen string orchestra, dir. Scott Yoo[8]
- Toussaint before the spirits - Stephen Salters, Baritone and Opera Unlimited, dir. Gil Rose [9]
- How she danced : Quatuors à cordes nos 1, 3 et 4 - Cypress String Quartet : Cecily Ward et Tom Stone, violons ; Ethan Filner, alto ; Jennifer Kloetzel, violoncelle (San Francisco, Cypress Performing Arts Association)[10],[11] (OCLC 613192797)
- Jane Wang considers the butterfly - Alexi Gonzales, Benjamin Seltzer, Sarah Brady, Heng-Jin Park et Sarah Bob [12]
- Averno - Marguerite Krull, Stephen Salters, The Trinity Choir, Novus NY, dir. Julian Wachner [13]
- O'Keeffe Images - Jennifer Kloetzel, violoncelle ; Boston Modern Orchestra Project, dir. Gil Rose[14].
- Lift : Lift pour violoncelle seul ; Sonate no 2 pour violon ; Klein suite pour violon seul ; Adrienne and Amy pour violon et piano ; Prelude variations pour alto et violoncelle ; The Scarlatti effect pour trio avec piano - Irina Muresanu, violon ; Ethan Filner, alto Jennifer Kloetzel, violoncelle ; Sarah Bob, piano (2011/2014, Avie Records)[15] (OCLC 898214111).
- 6 Quatuors à cordes - Cypress String Quartet, Borromeo String Quartet, Stephen Salters (2017, Avie Records AV2379) [livret en ligne]